# How Can You Mend a Broken Heart / Massachusetts

## Közreműködők
- Barry Gibb – ének, gitár
- Maurice Gibb – ének,  gitár, zongora, orgona, basszusgitár
- Robin Gibb – ének
- Alan Kendall – gitár
- Geoff Bridgeford – dob
- Vince Melouney – gitár
- Colin Petersen – dob
- stúdiózenekar Bill Shepherd vezényletével

## A lemez dalai
- How Can You Mend a Broken Heart    (Barry és Robin Gibb) (1970), stereo 3:58, ének: Barry Gibb, Robin Gibb
- Massachusetts  (Barry, Robin és Maurice Gibb) (1967), stereo 2:19, ének: Barry Gibb, Robin Gibb

## Top 10 helyezés
- How Can You Mend a Broken Heart : #1.: Amerika, Kanada,  #2.: Chile,  #3.: Ausztrália,  #6.: Új-Zéland,  #7.: Dél-afrikai Köztársaság
- Massachusetts:  #1: Egyesült Királyság, Németország, Hollandia, Ausztrália, Új-Zéland, Kanada, Dél-afrikai Köztársaság, Norvégia, Chile, Japán, Malajzia, Ausztria, Svédország